# すとぷりのHere!We!GO!!
『すとぷりのHere!We!GO!!』（すとぷりのヒア ウィー ゴー）は、テレビ東京系列で2022年12月4日から2023年5月28日にかけて放送されていたバーチャルバラエティ番組。2023年6月4日より『すとぷりくえすとっ』のタイトルにリニューアルして放送されてきたが、同年9月24日の放送をもって最終回を迎えた。

## 概要
すとぷり初の地上波冠番組で、「気になること、好きなこと、叶えたいこと。一人じゃできないことも、みんなと一緒ならチャレンジできる。」との想いが込められた“バーチャルバラエティー”番組。初回放送後には、Twitter上で「#すとぷりのHWG」が世界のトレンド1位を獲得。
2023年3月31日には、春休み特別企画として、YouTubeのすとぷり公式チャンネルにて、『すとぷりのHere!We!GO!!』の一挙放送が行われた。
第24回放送後の放送当日20:00からのYouTubeのすとぷり公式チャンネルにて、2023年6月4日から『すとぷりくえすとっ』として番組をリニューアルすることが発表された。

## 出演者

### キャスト
- すとぷり（莉犬、るぅと、さとみ、ころん）

### 進行
- いちごニキ：坪倉由幸（我が家）

バーチャルキャラクターとして顔出しせずに、素性も明かさずに番組進行を進めていたが、第12回にて初めて姿を現し、番組終了後にはSNS上で視聴者の間で話題になった。この後何度か顔を出すことがあった。

## 放送日程

### すとぷりのHere!We!Go!!
| 回数 | 放送日          | サブタイトル                                                                          | ゲスト |
| ---- | --------------- | ------------------------------------------------------------------------------------- | --- |
| 1    | 2022年 12月04日 | すとぷり初冠番組が遂にスタート!メンバーのイメージ調査にHere!We!GO!!                   | |
| 2    | 12月11日        | 演技力&アドリブ力をプロがガチ審査!メンバーの演技力&アドリブ力チェックにHere!We!GO!!   | |
| 3    | 12月18日        | クリスマス直前!スタジオを飛び出しプレゼント選びにHere!We!GO!!                         | |
| 4    | 12月25日        | クリスマス企画後編!メンバーへ贈るプレゼント選びにHere!We!GO!!                         | |
| 5    | 2023年 01月08日 | 新年!すとぷり今年の運勢大発表!!まさかの大ニュースが…!?開運法で最高の1年にHere!We!GO!! | Love Me Do                                                                                                |
| 6    | 01月15日        | いいいちごの日!いちご王は誰?みんな大好きいちごにHere!We!GO!!                          | |
| 7    | 01月22日        | すとぷり全国ツアー記念!ご当地調査in広島にHere!We!GO!!                                 | |
| 8    | 01月29日        | 2023年初実写ロケ!!本格お餅つきにHere!We!GO!!                                          | |
| 9    | 02月05日        | すとぷりすなー&視聴者応援企画!勝負の日応援大作戦にHere!We!GO!!                        | |
| 10   | 02月12日        | バレンタイン直前!実写ロケでオリジナルチョコ作りにHere!We!GO!!                         | |
| 11   | 02月19日        | 旬な芸人さんと一緒に"しゅんさんぽ"!?旬を学びにHere!We!GO!!                            | 谷田部俊（我が家）                                                                                        |
| 12   | 02月26日        | いちごニキが大暴走!?すとぷりアリーナツアーの裏側潜入にHere!We!GO!!前編                | |
| 13   | 03月05日        | いちごニキが大暴走!?すとぷりアリーナツアーの裏側潜入にHere!We!GO!!後編                | |
| 14   | 03月12日        | すとぷり宣伝活動!?ティッシュ配りにHere!We!GO!!                                        | ガーリィレコードチャンネル（高井佳佑、フェニックス、雨野宮将明、太郎）                                    |
| 15   | 03月19日        | もっと有名になりたい!バズり動画撮影にHere!We!GO!!                                     | 四千頭身（都築拓紀、後藤拓実、石橋遼大） 怪奇!YesどんぐりRPG（Yes!アキト、どんぐりたけし、サツマカワRPG） |
| 16   | 03月26日        | メンバーの誰かが仕掛け人!?最終回ドッキリにHere!We!GO!!                                | |
| 17   | 04月02日        | 番組開始4ヶ月で変わったのか!?メンバーのイメージ調査リベンジにHere!We!GO!!             | |
| 18   | 04月09日        | 目指せ全国制覇!すとぷりすなー探しにHere!We!GO!!                                       | ガーリィレコードチャンネル（高井佳佑、フェニックス、雨野宮将明、太郎）                                    |
| 19   | 04月16日        | ツアー応援企画!巨大横断幕作りにHere!We!GO!!                                           | ZAZY |
| 20   | 04月23日        | 動きだけですとぷりは伝わるのか?検証企画にHere!We!GO!!                                 | ママタルト（大鶴肥満、檜原洋平）                                                                          |
| 21   | 04月30日        | なぜか莉犬だけが面白い!?すとぷりvs芸人大喜利大会にHere!We!GO!!                        | 怪奇!YesどんぐりRPG（Yes!アキト、サツマカワRPG）                                                          |
| 22   | 05月07日        | すとぷりは大人の対応をできるのか!?マナー講座にHere!We!GO!!                            | 平林都 |
| 23   | 05月14日        | 外国人りすなーを増やそう!海外への魅力発信にHere!We!GO!!                               | 土佐兄弟（土佐卓也、土佐有輝）                                                                            |
| 24   | 05月21日        | すとぷりは自分たちを愛しているのか!?すとぷり愛No.1決定戦にHere!We!GO!!                | |
| 25   | 05月28日        | 番組最終回!みんなで選んだHere!We!GO!!アワードにHere!We!GO!!                           | |

### すとぷりくえすとっ
| 回数 | 放送日         | サブタイトル                                                      | ゲスト |
| ---- | -------------- | ----------------------------------------------------------------- | --- |
| 1    | 2023年 6月04日 | リニューアル初回!7周年を記念したドミノ作りにくえすとっ!前編       | |
| 2    | 6月11日        | リニューアル初回!7周年を記念したドミノ作りにくえすとっ!後編       | ガーリィレコードチャンネル（高井佳佑、フェニックス、太郎）                                                                                   |
| 3    | 6月18日        | 真の力を見せつけろ!るぅと常識力チェッククイズにくえすとっ!        | |
| 4    | 6月25日        | さらなる人気を目指せ!バズる振り付けにくえすとっ!                  | おおしま兄妹（しゅん、さくら） Everybody（タクトOK!!、かわなみchoy?）                                                                        |
| 5    | 7月02日        | 色んな世代を知り尽くせ!ジェネレーションクイズにくえすとっ!        | 土佐兄弟（土佐卓也、土佐有輝） |
| 6    | 7月09日        | そのすとぷり愛は本物なのか?ガリレコすとぷり愛にくえすとっ!        | ガーリィレコードチャンネル（高井佳佑、フェニックス、太郎）                                                                                   |
| 7    | 7月16日        | 夏休み特別企画!謎解き×ケイドロのオリジナルゲームにくえすとっ!前編 | 土佐兄弟（土佐卓也、土佐有輝） |
| 8    | 7月23日        | 夏休み特別企画!謎解き×ケイドロのオリジナルゲームにくえすとっ!後編 | 土佐兄弟（土佐卓也、土佐有輝） 四千頭身（都築拓紀、後藤拓実、石橋遼大）                                                                      |
| 9    | 7月30日        | 大人の魅力を手に入れろ!いい男選手権にくえすとっ!                  | 大久保佳代子 |
| 10   | 8月06日        | 4人の絆を見せつけろ!すとぷり真贋チェックにくえすとっ!             | クロちゃん |
| 11   | 8月13日        | 莉犬大絶叫!?お化け屋敷克服企画にくえすとっ!                       | 怪奇!YesどんぐりRPG（Yes!アキト、どんぐりたけし、サツマカワRPG） 十文字幻斎                                                                  |
| 12   | 8月20日        | 公式すとぷり大好き芸人初仕事!原宿イベントをお手伝いにくえすとっ!  | ガーリィレコードチャンネル（高井佳佑、フェニックス、太郎）                                                                                   |
| 13   | 8月27日        | さとみが全力で挑戦!オリジナルエクササイズにくえすとっ!            | 坂本大地 オガトレ |
| 14   | 9月03日        | すとぷりに癒しを与えろ!すとぷりヒーリングくえすとっ!前編          | 騎士A（そうま、まひとくん。、しゆん、ばぁう、てるとくん） AMPTAK×COLORS（あっきぃ、まぜ太、ぷりっつ、ちぐさくん、あっと、けちゃ） 與那嶺茂人 |
| 15   | 9月10日        | すとぷりに癒しを与えろ!すとぷりヒーリングくえすとっ!後編          | 騎士A（そうま、まひとくん。、しゆん、ばぁう、てるとくん） AMPTAK×COLORS（あっきぃ、まぜ太、ぷりっつ、ちぐさくん、あっと、けちゃ） 生山ヒジキ |
| 16   | 9月17日        | ころんが挑む!バンジージャンプにくえすとっ!                        | 土佐兄弟（土佐卓也、土佐有輝） |
| 17   | 9月24日        | 涙の最終回!?みんなで選ぶ!番組名場面にくえすとっ!                  | |

## ネット局
| 放送期間                      | 放送時間           | 放送局              | 対象地域                                                     | 備考                                |
| ----------------------------- | ------------------ | ------------------- | ------------------------------------------------------------ | ----------------------------------- |
| 2022年12月4日 - 2023年5月28日 | 日曜 10:00 - 10:30 | テレビ東京系列全6局 | 北海道・関東広域圏・愛知県・ 大阪府・ 岡山県・香川県・福岡県 |                                     |
| 2023年1月9日 - 6月26日        | 月曜 17:25 - 17:55 | びわ湖放送          | 滋賀県                                                       | [ 9 ]                               |
| 2023年1月31日 - 7月18日       | 火曜 17:00 - 17:30 | テレビ和歌山        | 和歌山県                                                     | 第24回、最終回は17:40 - 18:10に放送 |

| 放送期間                 | 放送時間           | 放送局              | 対象地域                                                    | 備考                      |
| ------------------------ | ------------------ | ------------------- | ----------------------------------------------------------- | ------------------------- |
| 2023年6月4日 - 9月24日   | 日曜 10:00 - 10:30 | テレビ東京系列全6局 | 北海道・関東広域圏・愛知県・ 大阪府・岡山県・香川県・福岡県 |                           |
| 2023年7月3日 - 10月23日  | 月曜 17:25 - 17:55 | びわ湖放送          | 滋賀県                                                      |                           |
| 2023年7月25日 - 11月14日 | 火曜 17:00 - 17:30 | テレビ和歌山        | 和歌山県                                                    | 初回は17:40 - 18:10に放送 |

## スタッフ
- 製作総指揮 - ななもり。
- 企画・プロデュース - 柏原真人、坪内賢太郎、嵯峨隼人、阿部広太郎
- スタジオテクニカルディレクター - 蛭田立
- ディレクター - 大内愛未 ほか
- 総合演出 - 井川尊史
- プロデューサー - 山田唯莉子（テレビ東京）、原裕和
- 制作協力 - STPR STUDIO、共テレ、FCC（共テレ、FCC→放送回によりどちらか一社が担当。最終回は両社が担当した）
- 製作 - STPR